# Cynometra iripa
Cynometra iripa là một loài thực vật có hoa trong họ Đậu. Loài này được Kostel. miêu tả khoa học đầu tiên.